# Club Atlético de Marbella
El Club Atlético Marbella fou un club andalús de la ciutat de Marbella a la Província de Màlaga.
El club va ser fundat el 1947 Destacà durant la dècada de 1990 en la qual arribà a jugar a Segona Divisió, anys en els que el club era propietat de Jesús Gil, qui també era batlle de Marbella. L'any 1997, després de contraure nombrosos deutes, acabà desapareixent. En el seu lloc nasqué la UD Marbella.

## Temporades
| Temporada | Nivell | Divisió      | Posició | Copa del Rei |
| --------- | ------ | ------------ | ------- | ------------ |
| 1947-1963 | —      | Regional     | —       |              |
| 1963-64   | 3      | 3a Divisió   | 6è      |              |
| 1964-65   | 3      | 3a Divisió   | 3r      |              |
| 1965-66   | 3      | 3a Divisió   | 2n      |              |
| 1966-67   | 3      | 3a Divisió   | 4t      |              |
| 1967-68   | 3      | 3a Divisió   | 6è      |              |
| 1968-69   | 3      | 3a Divisió   | 6è      |              |
| 1969-70   | 3      | 3a Divisió   | 13è     |              |
| 1970-71   | 4      | Reg. Pref.   | 5è      |              |
| 1971-72   | 4      | Reg. Pref.   | 3r      |              |
| 1972-73   | 4      | Reg. Pref.   | 1r      |              |
| 1973-74   | 3      | 3a Divisió   | 13è     |              |
| 1974-75   | 3      | 3a Divisió   | 2n      |              |
| 1975-76   | 3      | 3a Divisió   | 12è     |              |
| 1976-77   | 4      | Reg. Pref.   | 10è     |              |
| 1977-78   | 4      | 3a Divisió   | 18è     |              |
| 1978-79   | 5      | Reg. Pref.   | 11è     |              |
| 1979-80   | 5      | Reg. Pref.   | 14è     |              |
| 1980-81   | 4      | 3a Divisió   | 16è     |              |
| 1981-82   | 4      | 3a Divisió   | 9è      |              |
| 1982-83   | 4      | 3a Divisió   | 2n      |              |
| 1983-84   | 4      | 3a Divisió   | 2n      |              |
| 1984-85   | 3      | 2a Divisió B | 18è     |              |
| 1985-86   | 4      | 3a Divisió   | 2n      |              |
| 1986-87   | 4      | 3a Divisió   | 2n      |              |
| 1987-88   | 3      | 2a Divisió B | 9è      |              |
| 1988-89   | 3      | 2a Divisió B | 6è      |              |
| 1989-90   | 3      | 2a Divisió B | 17è     |              |
| 1990-91   | 4      | 3a Divisió   | 1r      |              |
| 1991-92   | 3      | 2a Divisió B | 1r      |              |
| 1992-93   | 2      | 2a Divisió   | 7è      |              |
| 1993-94   | 2      | 2a Divisió   | 12è     |              |
| 1994-95   | 2      | 2a Divisió   | 13è     |              |
| 1995-96   | 2      | 2a Divisió   | 20è     |              |
| 1996-97   | 3      | 2a Divisió B | 20è     |              |